# 子宮卵巢摘除術
子宫卵巢摘除术是指通过医学手段，摘除哺乳动物的卵巢。此手術方式為不可逆手術，一旦進行了便不可能再次回復懷孕的可能性。一般來說如非是腫瘤等問題，一般人類不太會選擇此方式進行絕育手術而選擇結紮的方式。通常是動物進行較多，較常見的為一般伴侶動物（如犬、貓）。

## 犬貓的子宮卵巢摘除術
由獸醫對犬貓施以絕育手術。施術者以合適的線材（盡量以選擇體內不易有過敏或排斥反應的線材為主）將犬貓體內的卵巢、子宮角、子宮頸和部分子宮體移除。由於生殖系統器官的移除，故荷爾蒙的分泌也因此減少，一些生殖系統上的疾病可能得以預防，但仍存在爭議而未獲定論。如子宮蓄膿、卵巢囊腫、濾泡囊腫、生殖系統腫瘤、假懷孕、皮膚問題等，而且若能在幼年時進行更可以達到預防乳房腫瘤的發生。在行為上則可以減少一些造成人類困擾如亂大小便、愛哭叫、攻擊及因發情而產生的地域和求偶行為。
全面式的犬貓絕育手術在世界各地被證實為最有效的流浪犬貓解決方式，比一味只有 撲殺及 安樂死更為有效，最廣為人知的捕捉、絕育、釋放（TNR）中的N就是代表絕育。
| 絕育時機     | 乳房腫瘤發生率 |
| 第一次發情前 | 0.05%          |
| 第二次發情前 | 8%             |
| 第二次發情後 | 26%            |

貓則在某次發情前絕育有效保護力可達2-4倍。